# مشاعل بنت فهد بن محمد آل سعود
مشاعل بنت فهد بن محمد بن عبد العزيز آل سعود (1958 - 15 يوليو 1977)، أميرة سعودية. وهي حفيدة الأمير محمد بن عبد العزيز آل سعود"
سنة 1977. تخرجت وهي في سن 19 عامًا. أُعدِمت بطلق ناري بتهمة الزنا عام 1977.

## خلفية
أرسلتها عائلتها، بناء على طلبها، إلى بيروت، لبنان، لتلتحق بالمدرسة. وأثناء وجودها وقعت في حب رجل هو خالد الشاعر مهلهل، ابن شقيق علي حسن الشاعر، سفير المملكة العربية السعودية في لبنان، وبدأت علاقة غرامية بينهما. ولدى عودتهما إلى المملكة العربية السعودية، اتضح أنهما اتفقا على الاجتماع بمفردهما في عدة مناسبات ووجهت إليهما تهمة الزنا. حاولت تزييف غرقها وضُبطت وهي تحاول الهروب من المملكة العربية السعودية مع خالد. على الرغم من أن الأميرة كانت تتنكر في زي رجل، إلا أن مفتش جوازات السفر تعرف عليها في مطار جدة. وأعيدت بعد ذلك إلى عائلتها.

## تنفيذ الحكم
في يوم الجمعة 29 رجب 1397هـ الموافق 15 يوليو 1977، تم إعدام مشاعل بنت فهد بن محمد بن عبد العزيز آل سعود وخالد علانية في جدة بجانب مبنى الملكة في الحديقة. تم تعصيب عينيها، وإجبارها على الركوع، وتم إعدامها بناءً على تعليمات صريحة من جدها، محمد بن عبد العزيز آل سعود وهو عضو بارز في العائلة المالكة، بسبب العار الذي جلبته على عائلتها. بعد إجبار خالد على مشاهدة إعدامها، تم قطع رأسه بالسيف، كما يُعتقد، على يد أحد أقارب الأميرة الذكور وليس من قبل جلاد محترف. تطلب قطع رأسه خمس ضربات. ونُفذ الإعدامان بالقرب من القصر في جدة وليس في ساحة الديرة.

## فيلم موت أميرة

غلاف فيلم موت أميرة

استوحيت وفاتها والأحداث التي قادت إلى قتلها في فيلم دراما وثائقية أنتج العام 1980م وهو فيلم «موت أميرة» وقامت بدور الأميرة فيه الممثلة المصرية سوزان أبو طالب (سوسن بدر) ومحمد توفيق في دور الأمير محمد بن عبد العزيز وعبد الله محمود وسمير صبري وصلاح جاهين وتهاني راشد، وقد منعت السلطات السعودية وقتها المشاركين في الفيلم من دخول أراضيها واضطرت الممثلة الرئيسية إلى تغيير اسمها ليصير فيما بعد سوسن بدر بعد أن انصرف عنها المنتجون المتضررون من قوائم المنع. بُث الفيلم على قناة تليفزيونية بريطانية وتسبب في أزمة في العلاقات بين بريطانيا والسعودية سحبت بموجبها السعودية سفيرها في لندن آنذاك، وطردت السفير البريطاني في الرياض وشنت حملة سعودية ضد بريطانيا. تدخلت شركات النفط مثل موبيل وأدانت الفيلم وصناعه في إعلان ضخم في جريدة أمريكية، ومورست الضغوط من قبل الحكومات لمنع عرض الفيلم.

## وصلات خارجية
- PES - موت أميرة Death of a Princess «بالإنجليزية»
- The Qatar Diary - Death of a Princes - 10/08/05